# Baștecikî, Jașkiv
Baștecikî (în ucraineană Баштечки) este o comună în raionul Jașkiv, regiunea Cerkasî, Ucraina, formată numai din satul de reședință.

## Demografie
Componența lingvistică a comunei Baștecikî
     Ucraineană (99,65%)
     Alte limbi (0,35%)
Conform recensământului din 2001, majoritatea populației comunei Baștecikî era vorbitoare de ucraineană (99,65%), existând în minoritate și vorbitori de alte limbi.